# Olios milleti
Olios milleti là một loài nhện trong họ Sparassidae.
Loài này thuộc chi Olios. Olios milleti được Mary Agard Pocock miêu tả năm 1901.